# Дравей (кантон)
Драве́й (фр. Draveil) — кантон у Франції, в департаменті Ессонн регіону Іль-де-Франс.

## Склад кантону
Кантон включає в себе 1 муніципалітет:
| Муніципалітет | Площа | Населення, осіб | Рік  |
| ------------- | ----- | --------------- | ---- |
| Дравей        | 15,80 | 28335           | 2007 |

## Консули кантону
| Період    | Консул                   | Посада                    |
| --------- | ------------------------ | ------------------------- |
| 1985—1998 | Jean Tournier-Lasserve   | Мер муніципалітету Дравей |
| 1998—2011 | Geneviève Izard-Le Bourg |                           |

| Франція | Це незавершена стаття з географії Франції. Ви можете допомогти проєкту, виправивши або дописавши її. |